# Долгое (Акатовское сельское поселение)
Долгое — деревня в Гагаринском районе Смоленской области России. Входит в состав Акатовского сельского поселения. Население — 6 жителей (2007).
Расположена в северо-восточной части области в 21 км к северо-востоку от Гагарина, в 21 км севернее автодороги М1 «Беларусь», на берегу реки Зароченка. В 16 км южнее деревни расположена железнодорожная станция Батюшково на линии Москва — Минск.

## История
В годы Великой Отечественной войны деревня была оккупирована гитлеровскими войсками в октябре 1941 года, освобождена в марте 1943 года. 